# Erich Kulke
Erich Paul Otto Kulke (geboren 3. Januar 1908 in Frankfurt (Oder); gestorben 8. August 1997) war ein deutscher Architekt und Volkskundler. Er ist der Vater von Hermann Kulke, Wilhelm Kulke und Ulli Kulke.

## Leben
Erich Kulke war ein Sohn des Baumeisters Paul Kulke. Er besuchte in Frankfurt an der Oder das evangelische Reformgymnasium und machte eine Maurerlehre. Ab 1927 studierte er Architektur in Karlsruhe und schloss das Studium 1932 in Berlin bei Heinrich Tessenow ab. Anschließend arbeitete er in Frankfurt als Regierungsbauführer und als freier Architekt. 1934 wurde er mit der Dissertation Die mittelalterlichen Burganlagen der Mittleren Ostmark an der Technischen Hochschule Berlin promoviert.
Als Schüler wurde Kulke Mitglied und Führer des örtlichen Wandervogels. 1925 sorgte er für den Anschluss an den „Wandervogel Völkischer Bund“. 1928 entstand daraus der „Bund der Wandervögel und Kronacher“, als dessen Bundesführer Kulke im Juli 1929 auf Schloss Kleßheim einen gemeinsamen Bundestag mit dem österreichischen und dem sudetendeutschen Wandervogel durchführte. Kulke wurde 1930 Führer des völkischen Wandervogels Deutscher Bund.
Nach der Machtübergabe an die Nationalsozialisten 1933 kam es im Rahmen der Gleichschaltung zu einer Zwangsauflösung der völkischen Jugendverbände, wobei Kulke aus dem Deutschen Wandervogel ausgeschlossen wurde und sich für eine Zeit beim im April 1933 von Werner Haverbeck gegründeten Reichsbund Volkstum und Heimat wiederfand. Kulke war Mitherausgeber der Publikation Hin zu dem Tag der Deutschen Freiheit! Sinnsprüche für Arbeit und Feier, das 1935 in dritter Auflage unter der Losung Sinnsprüche der Hitler-Jugend für Alltag und Feier erschien.
Kulke heiratete 1935 im Zisterzienserkloster Chorin Ilse Prassen (1908–2000), Mitglied des österreichischen Wandervogels, sie hatten sieben Söhne.
Ab 1936 arbeitete Kulke im Stabsamt für Bau- und Siedlungsfragen des Reichsbauernführers. Kulke wollte der Landflucht mit betriebswirtschaftlich geplanten „heimatgebundenen“ Neubauten begegnen. 1937 trat er in die NSDAP ein (Mitgliedsnummer: 4827122). 1938 bearbeitete Kulke gemeinsam mit dem Heimatschützer und Nationalsozialisten Werner Lindner die Publikation Das Dorf. Seine Pflege und Gestaltung. Im November 1939 wurde Kulke vom Verein für Bauerntumskunde zum Leiter der Arbeitsgemeinschaft „Das bäuerliche Haus“ bestimmt. 1941 veröffentlichte Kulke in der Zeitschrift Odal den Aufsatz Deutsches Siedlungsgut im Osten, in dem er argumentierte, dass das Land  dem Volk gehöre, welches in der Lage sei, eine höhere Kultur zu bringen. Im April 1944 wurde Kulke im Amt Rosenberg zum Hauptgemeinschaftsleiter (Majorsrang) befördert.
1945 geriet Kulke in sowjetische Kriegsgefangenschaft, aus der er im November 1948 entlassen wurde. Der Entnazifizierungsausschuss in der Britischen Zone stufte ihn im April 1949 als entlastet ein. Von 1949 bis 1950 arbeitete Kulke als Baurat an der Staatsbauschule Holzminden, seit 1951 war er Leiter der Bauabteilung in der Landwirtschaftskammer Hannover. Kulke wurde Mitglied des 1950 gegründeten „Arbeitskreises für Hausforschung“. Zwischen 1959 und 1963 war Kulke Vorsitzender der „Vereinigung Jugendburg Ludwigstein“ und organisierte dort den 1963 eröffneten „Meißnerbau“. Kulke publizierte 1963 das Buch Neuzeitliche Baugestaltung in der Landwirtschaft. 1965 erhielt er den Lehrstuhl „Landwirtschaftliche Baukunde“ an der Technischen Hochschule Braunschweig, den er bis zu seiner Emeritierung 1973 innehatte. In seiner siedlungsgeschichtlichen Forschung widmete er sich insbesondere den Rundlingsdörfern im Hannoverschen Wendland.

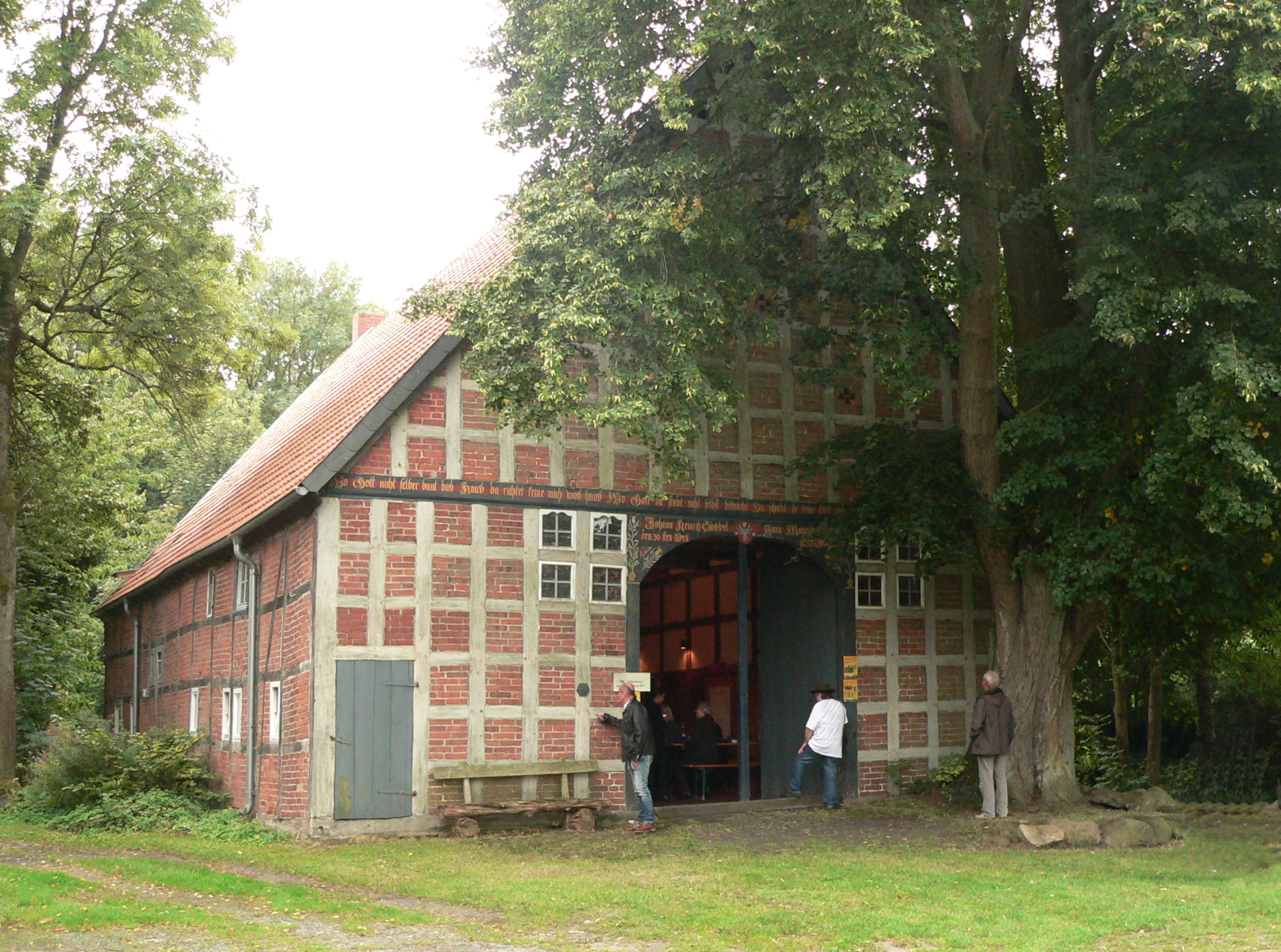
Kulkes Vierständerhaus in Bussau

Kulke zog 1968 in das Rundlingsdorf Bussau im Wendland. Der Ort galt als eine Art Wallfahrtsort für Jugendbewegte. Für seinen Einsatz für die Siedlungsform Rundlinge erhielt er 1978 das Große Niedersächsische Verdienstkreuz und 1990 die Heinrich-Tessenow-Medaille in Gold der Alfred Toepfer Stiftung F. V. S. Ebenfalls 1990 verlieh ihm die Polnische Akademie der Wissenschaften, Zweigstelle Poznań, eine Gedenkmedaille, für „seine Initiativen zur Erhaltung der Naturschutzgebiete Europas und Erhaltung alter Siedlungen, insbesondere der wendischen Rundlinge“. 1993 erhielt er die Ehrenmitgliedschaft im Rundlingsverein – Verein zur Förderung des
Wendlandhofes Lübeln und der Rundlinge e.V.
1982 erschien der Aufsatz Hausforschung im Dritten Reich von Klaus Freckmann, in dem dieser auf die Funktion Kulkes in der „Mittelstelle deutscher Bauernhof“ und in der „Reichsarbeitsgemeinschaft für Deutsche Volkskunde“ in der Zeit des Nationalsozialismus hinwies. Kulke forderte Freckmanns Austritt aus dem „Arbeitskreis für Hausforschung“ und musste am Ende selbst austreten. Postum wurde Kulkes Wirken im Nationalsozialismus gerichtlich gewürdigt, als seinen Erben, die eine Ausgleichszahlung für ein nach dem Krieg in der DDR enteignetes Grundstück forderten, 2008 vom Verwaltungsgericht Frankfurt (Oder) beschieden wurde, dass Kulke dem nationalsozialistischen System erheblichen Vorschub geleistet habe.

## Schriften (Auswahl)

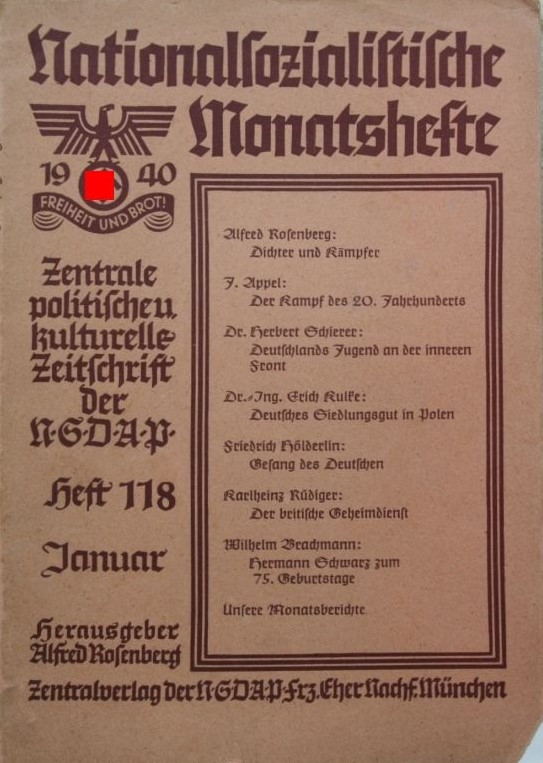
Deutsches Siedlungsgut in Polen (1940)

- Die mittelalterlichen Burganlagen der Mittleren Ostmark. Frankfurt (Oder): Trowitzsch, 1934 Zugl.: Berlin, Techn. Hochsch., Diss., 1934
- (Hrsg.): Hin zu dem Tag der deutschen Freiheit! Sinnsprüche für Arbeit und Feier. Berlin 1935
- Die Vorlauben des Oderranddorfes Zäckerick, in: Adolf Spamer: Märkisches Volkstum. Brandenburgische Jahrbücher, 1936, Nr. 3, S. 224–232
- Mahnmale deutschen Heldentums. Leipzig: Strauch, 1937
- (Hrsg.): Von deutscher Art und Kunst. Mappenwerk, 6 Bände, 1937f.
- Werner Lindner, Erich Kulke, Franz Gutsmiedl (Bearb.): Das Dorf. Seine Pflege und Gestaltung. – Die landschaftlichen Grundlagen des deutschen Bauschaffens; 1. – München: Callwey, 1938
- Die Laube als ostgermanisches Baudenkmal: unter besonderer Berücksichtigung der Bauernhöfe an der unteren Oder. München: Hoheneichen-Verlag, 1939
- Neuzeitliche Baugestaltung in der Landwirtschaft. Leitgedanken für Architekten, ländliche Baumeister und Landwirte. Hamburg und Berlin: Paul Parey, 1963
- Umbau landwirtschaftlicher Gebäude. Eine Beratung für Bauherren und Architekten. Hamburg und Berlin: Paul Parey, 1966
- mit Joachim Grube: Abbenrode : Modell einer ländlichen Ortserneuerung. Braunschweig, 1974
- Heinrich Tessenow durchwandert das hannoversche Wendland. Bussau, 1978
- Wendlanddörfer. Gestern und Heute. Lüchow, 1987
- Damals im hannoverschen Wendland: Der Königsbesuch 1865; Das Fotoalbum der Wendlandbauern 1866. Lüchow: Köhring, 1990